# اچ‌ام‌ای‌اس ترکا
اچ‌ام‌ای‌اس ترکا (به انگلیسی: HMAS Terka) یک کشتی بود که طول آن ۱۴۷ فوت (۴۵ متر) بود. این کشتی در سال ۱۹۲۵ ساخته شد.